# Coluria henryi
Coluria henryi là loài thực vật có hoa trong họ Hoa hồng. Loài này được Batalin mô tả khoa học đầu tiên năm 1893.